# Saussure (månkrater)
Saussure är en nedslagskrater på månen. Saussure har fått sitt namn efter naturforskaren Horace-Bénédict de Saussure.
Kratern har en diameter på ungefär 54 km.

## Satellitkratrar
| Saussure | Latitud | Longitud | Diameter |
| -------- | ------- | -------- | -------- |
| A        | 43.8° S | 0.5° V   | 19 km    |
| B        | 42.2° S | 3.9° V   | 5 km     |
| C        | 44.8° S | 0.6° V   | 16 km    |
| Ca       | 45.2° S | 0.5° V   | 16 km    |
| D        | 46.9° S | 0.2° E   | 20 km    |
| E        | 44.7° S | 2.1° V   | 12 km    |
| F        | 44.3° S | 4.6° V   | 4 km     |